# Кирхенпингартен
Кирхенпингартен (њем. Kirchenpingarten) општина је у њемачкој савезној држави Баварска. Једно је од 33 општинска средишта округа Бајројт. Према процјени из 2010. у општини је живјело 1.387 становника. Посједује регионалну шифру (AGS) 9472156.

## Географски и демографски подаци
Кирхенпингартен се налази у савезној држави Баварска у округу Бајројт. Општина се налази на надморској висини од 525 метара. Површина општине износи 33,6 km². У самом мјесту је, према процјени из 2010. године, живјело 1.387 становника. Просјечна густина становништва износи 41 становника/km².

## Међународна сарадња
| Мјесто       | Држава    | Врста сарадње | Од    |
| ------------ | --------- | ------------- | ----- |
| Санкт Феликс | Италија   | партнерство   | 1976. |
|              | Француска | партнерство   | 1989. |
|              | Чешка     | партнерство   | 1998. |
| Извор        |           |               |       |